# 苍南县
苍南县是浙江省温州市管辖的一个县，于1981年建立，北邻平阳县、龙港市，南交泰顺县、福建省福鼎市，西北抵文成县，东向东海。因地处玉苍山之南，以此取县名为苍南。縣人民政府駐灵溪镇人民大道555号。

## 地理
苍南县地处浙江省最南端，素有浙江“南天门”之称，东与东南濒临东海，西南毗连福建省寧德福鼎市，西邻泰顺县，北与平阳、龙港接壤。
苍南县属中亚热带季风性湿润气候区，冷暖交替，四季分明，气候温和，光照充足，常年平均气温14℃至18℃。年平均无霜期288天。雨量充沛，年平均降雨量1768.9毫米。

## 行政变迁

### 建立前
今苍南境内地方，春秋时期为东越瓯人地，战国时期先属越国，周显王三十六年时属于楚国，秦朝时属闽中郡，西汉高祖五年时属闽越国，惠帝三年时为东海王辖地，昭帝始元二年时属回浦县。东汉光武帝时属章安县，顺帝永和三年时属永宁县，三国吴大帝赤乌二年时属罗阳县（孙皓宝鼎三年更名为安阳县，西晋武帝太康元年更名为安固县）。呈润西晋太康四年（公元283年）从安固县析出始阳县后属始阳县，后始阳县逐渐演变为平阳县。
1981年3月6日，中共平阳县委、平阳县革命委员会提交《关于要求分县问题的报告》，以“平阳县地大人多，行政领导力所不及，经济落后，地区之间很不平衡，经济结构复杂，山海之利不能得到发挥，民族语言结构不一，山区老区建设不快，群众生活仍很困难”为由要求分县。6月18日，国务院同意设立苍南县，将原平阳县矾山镇、灵溪区、矾山区、马站区、金乡区、钱库区、宜山区、桥墩区的72个公社划归苍南县管辖，隶属温州地区（同年9月温州地区改为温州市）。10月10日，中共浙江省委决定建立中共苍南县委员会。11月5日，苍南、平阳两县分署办公。1982年3月13日，苍南县委、县政府机关迁入县城灵溪镇。

### 建立后
1982年4月，温州市政府批准建立苍南县沿江港区（后改名龙江港区），划龙江公社的金钗河、江口、下埠和沿江公社的方岩下、河底高等5个大队建设港口城镇。1983年10月19日，浙江省人民政府批复同意设立龙港镇，为苍南县直辖镇。
1984年5月2日，白沙公社分为白沙乡、海城乡。6月，中共温州市委同意苍南县《关于要求撤区建镇的请求》，撤销七个区，建立宜山镇、钱库镇、金乡镇、舥艚镇、藻溪镇、桥墩镇、马站镇，实行镇管乡体制。因镇管乡不符合宪法，1985年2月9日，苍南县恢复七个区，增设藻溪区、赤溪区、龙港区。1992年3月9日，浙江省民政厅同意，撤销对务乡、大观乡，其区域并入灵溪镇，南水头乡晓丰村划归灵溪镇管辖；撤销龙港区，其区域管辖的沿江乡、龙江乡、白沙乡、海城乡并入龙港镇。5月，进行撤区扩镇并乡，撤销9个区，将66个乡镇并为20个镇、20个乡。2000年6月16日，苍南县撤销沪山镇、灵江镇、渎浦乡，其行政区域并入灵溪镇；撤销湖前镇、平等乡、江山乡，其行政区域龙港镇（不包括江山乡后垟增村、梁宅村）；江山乡后垟增村、梁宅村划归宜山镇管辖。
2011年，苍南县撤销观美镇、凤池乡、浦亭乡，其区域并入灵溪镇；撤销舥艚镇、芦浦镇、云岩乡，其行政区域并入龙港镇；撤销炎亭镇、大渔镇、石砰乡，其行政区域并入金乡镇；撤销望里镇、括山乡、仙居乡、新安乡建制，其行政区域并入钱库镇；撤销霞关镇、沿浦镇、渔寮乡、蒲城乡，其行政区域并入马站镇；撤销南宋镇、昌禅乡，其行政区域并入矾山镇；撤销莒溪镇、五凤乡、腾垟乡，其行政区域并入桥墩镇；撤销龙沙乡、中墩乡，其行政区域并入赤溪镇。2016年，从金乡镇拆分出大渔镇、炎亭镇；从钱库镇拆分出望里镇；从桥墩镇拆分出莒溪镇；从马站镇拆分出霞关镇、沿浦镇；从矾山镇拆分出南宋镇。
2019年8月16日，经国务院批准，撤销苍南县龙港镇，设立县级龙港市，龙港市由浙江省直辖，温州市代管。

## 经济改革和发展
苍南县是“温州模式”的发源地。1981年苍南县设立时，工业总值6000多万人民币。大型国营工厂、中小学、医院留在平阳，只有5个小酒厂和一些小米厂，基础设施落后，镇间公路为沙石路面。1984年，苍南县钱库区区委书记陈定模主动担任龙港的首任镇委书记，通过购地建房、经商办企业的农民可以落户当地，并向农民开放土地有偿使用权等方式发展龙港镇。同年在粮食市场价高于国家订购价和农民要求供应平价化肥柴油的情况下，实行生产资料和商品粮交换的措施，该政策于1986年在中华人民共和国推广。1985年，苍南县吴祖忠等人创建墩门啤酒厂，制定股份制企业章程，成为温州第一家股份合作企业和中华人民共和国第一份股份合作企业示范章程。1992年，苍南县进行用地制度改革，通过有偿出让国有土地获取资金。1991年7月23日，龙港镇王均瑶向湖南民航总局承包飞机，后开通长沙至温州的航线，该航线成为中华人民共和国第一条私人出资开辟的国内航空线路。
2018年，全县生产总值560.6亿元人民币，比2017年增长7.2%。

## 资源
苍南海岸线曲折绵延，海域辽阔，滩涂连片，海、涂资源丰富，主要发展海洋渔业、盐业和海涂围垦，藻、贝、鱼、虾、蟹等种类齐全，年产量1万吨以上海水鱼有带鱼、绿鳍马面鱼、龙头鱼；年产量1000吨到1万吨的有鳓鱼、银鲳鱼、七星鱼、黄鲫等；名贵鱼类有鲥鱼、石斑鱼、鳗鱼、香鱼、鳗鲡等。苍南县的基础农业是渔业，因此苍南县为浙江省的重点渔业县之一。
苍南县矿产资源种类诸多。非金属矿藏已发现45处，17个种类。已探明的矿产有明矾石、锰、高岭土、叶蜡石、黄铁矿、水晶砖、花岗岩等10多种。

## 行政区划
苍南县下辖16个镇、2个民族乡：
灵溪镇、宜山镇、钱库镇、金乡镇、藻溪镇、桥墩镇、矾山镇、赤溪镇、马站镇、望里镇、炎亭镇、大渔镇、莒溪镇、南宋镇、霞关镇、沿浦镇、凤阳畲族乡和岱岭畲族乡。

## 人口
2019年，全县户籍人口为96.97万人，常住人口为85.42万人，城镇人口31.67万人，农村人口65.30万人，城镇化率为63.84%。
2022年初全县户籍总人口96.02万人，其中城镇人口45.89万人,乡村人口50.13万人。从性别看，男性人口50.34万人，女性人口45.68万人，分别占总人口的52.4%和47.6%。据2021年全省5‰人口变动抽样调查推算，年末全县常住人口84.58万人，比上年末增加0.18万人，常住人口城镇化率为68.7%。